# Christian Hauswirth
Christian Hauswirth (ur. 23 grudnia 1965 w Saanen) – szwajcarski skoczek narciarski. Najlepsze wyniki w Pucharze Świata osiągnął w sezonie 1987/1988, kiedy zajął 22. miejsce w klasyfikacji generalnej.
Największym osiągnięciem tego zawodnika jest 4. miejsce w 36. Turnieju Czterech Skoczni.

## Puchar Świata w skokach narciarskich

### Miejsca w klasyfikacji generalnej
- sezon 1983/1984: 52
- sezon 1986/1987: 32
- sezon 1987/1988: 22
- sezon 1988/1989: 43
- sezon 1989/1990: 42

## Igrzyska Olimpijskie
- Indywidualnie
  - 1984 Sarajewo (YUG) – 47. miejsce (normalna skocznia)
  - 1988 Calgary (CAN) – 27. miejsce (duża skocznia), 48. miejsce (normalna skocznia)
- Drużynowo
  - 1988 Calgary (CAN) – 8. miejsce (duża skocznia)

## Mistrzostwa Świata w lotach
- Indywidualnie
  - 1990 Vikersund (NOR) – 28. miejsce

## Mistrzostwa Świata
- Drużynowo
  - 1987 Oberstdorf (RFN) – 32. miejsce (duża skocznia), 41. miejsce (normalna skocznia)
  - 1989 Lahti (FIN) – 25. miejsce (duża skocznia), 34. miejsce (normalna skocznia)